# Крстарице класе Де Зевен Провинцијен
Де Зевен Провинцијен (холандски: De Zeven Provincien, седам провинција) била је класа лаких крстарица саграђених за холандску морнарицу. Саграђена су два брода те класе: Де Зевен Провинцијен (1953), и Де Ројтер (1953).
Двије холандске крстарице класе Де Ројтер положене су на навозе током 1939. године, а довршене су према преиначеном пројекту тек 1953. Имале су пуни депласман 10.972 тоне, снагу парних турбина 85.000 КС и највећу брзину до 32,3 чвора. Биле су наоружане с осам топова калибра 152 mm, осам топова калибра 57 mm и осам калибра 40 mm. Бродовима су током градње у неколико наврата промењена имена, а крстарица Де Зевен Провинцијен је од 1962. до 1964. преграђена у противваздушну крстарицу наоружану вођеним пројектилима. Брод Де Ројтер је 1973. продан перуанској морнарици, добио је име Алмиранте Грау и још је у служби, а Де Зевен Провинцијен је такође 1976. продан Перуу (преиначен у крстарицу-носач хеликоптера) и назван Агире. Отписан је 1999. године.